# Примакин, Иван Васильевич
Ива́н Васи́льевич Прима́кин (8 ноября 1923 года — 8 ноября 1982 года) — командир звена 951-го штурмового авиационного полка (306-я штурмовая авиационная дивизия, 17-я воздушная армия, 3-й Украинский фронт), лейтенант, Герой Советского Союза.

## Биография
Иван Васильевич Примакин родился 8 ноября 1923 года в деревне Майлуковы Горки в семье крестьянина.
Русский. Образование неполное среднее 7 классов школы, работал слесарем на заводе. Член КПСС с 1944 года.
С марта 1941 года по путёвке комсомола обучался в Чебоксарском лётном училище, после окончания которого был направлен пилотом в 46-й запасной полк.
С февраля до сентября 1943 года Примакин служил в 999-м авиаполку ночных бомбардировщиков 17-й воздушной армии. Командир звена 951-го штурмового авиационного полка (306-я штурмовая авиационная дивизия, 17-я воздушная армия, 3-й Украинский фронт) лейтенант И. В. Примакин к февралю 1945 года совершил 120 успешных боевых вылетов на ИЛ-2, 185 ночных боевых вылетов на самолёте ПО-2, 10 дневных разведывательных вылетов на самолёте ПО-2, проявляя при этом мужество, отвагу и героизм. 2-я эскадрилья 951-го Нижнеднестровского ордена Суворова авиационного полка участвовала в битве на Курской дуге, сражалась на Украине, в Молдавии, освобождала Румынию, Болгарию, Югославию, Венгрию, Австрию.
Под его непосредственным руководством группа штурмовиков за период действий с 20 августа 1944 года по 5 февраля 1945 года уничтожила и повредила свыше 250 автомашин, до 30 танков, 7 батарей полевой артиллерии, взорвала 6 складов с боеприпасами и много другой техники и живой силы врага.
После войны И. В. Примакин работал пилотом гражданской авиации в Вологде.
4 августа 1947 года он был арестован, а позже приговором Военного Трибунала Вологодского гарнизона за совершение преступлений, предусмотренных статьями 116 часть 2, 193-7 пункт «д» Уголовного кодекса РСФСР и статьёй 1 часть 2 указа Президиума Верховного Совета СССР от 4 июня 1947 года «Об усилении охраны личной собственности граждан», осуждён к лишению свободы с отбыванием наказания в исправительно-трудовых лагерях сроком на семь лет, с поражением прав, предусмотренных пунктами «а», «б», «в» статьи 31 УК РСФСР сроком на 2 года, без конфискации имущества за отсутствием такового у осуждённого.
Примакин И. В. также был лишён воинского звания «старший лейтенант запаса». Военным Трибуналом было возбуждено ходатайство перед Президиумом Верховного Совета СССР о лишении его звания «Герой Советского Союза». Указом Президиума Верховного Совета СССР от 2 февраля 1948 года Примакин И. В. был лишён звания Героя Советского Союза и всех наград.
Отбыв наказание и переехав в Башкирию, И. В. Примакин работал слесарем на Благовещенском машиностроительном заводе, мастером производственного обучения ремесленного училища № 13 города Благовещенска.
В 1957 году окончил Уфимский нефтяной техникум.
Иван Васильевич обращался с ходатайством о восстановлении высшей степени отличия СССР. Указом Президиума Верховного Совета СССР от 3 января 1962 года Примакин Иван Васильевич восстановлен в звании Героя Советского Союза, в правах на государственные награды и воинское звание.
Капитан запаса Примакин И. В. жил и работал в городе Туймазы слесарем, начальником специального цеха, старшим инженером-технологом Туймазинского завода геофизического оборудования и аппаратуры, начальником гражданской обороны Туймазинского завода медицинского стекла имени 60-летия СССР.
Умер И. В. Примакин 8 ноября 1982 года, похоронен в городе Туймазы.

## Подвиг
«Боевая работа лётчика Примакина началась с 20 августа 1944 г. в период прорыва обороны противника на реке Днестр на Кишинёвском направлении. В боях с немецкими захватчиками проявил героизм, мужество, отвагу и самоотверженность. Личным примером воодушевлял лётный состав на героические подвиги во имя освобождения Родины.
За короткий срок в совершенстве овладел мастерством штурмовых ударов и грамотным использованием самолёта ИЛ-2 над полем боя. Благодаря отличной технике пилотирования и штурманской подготовке, зарекомендовал себя мастером самолётовождения больших и малых групп в простых и сложных метеоусловиях.
70 раз водил группы на выполнение сложных боевых задач. 420 самолётовылетов выполнили боевые задания под его управлением. Тактически грамотно разрабатывая маршрут полёта, грамотно применяя противозенитный и противоистребительный манёвр, его группы не имели ни одной потери.
120 раз ходил на боевые задания Примакин парой и с большими группами на сильно укреплённые огнём зенитной артиллерии и истребительной авиации цели и все его бомбардировочно-штурмовые удары вышестоящим командованием оценены как высокоэффективные действия».
За героизм и мужество, проявленные в годы войны, весь личный состав эскадрильи был удостоен высоких наград, а шести лётчикам, в том числе И. В. Примакину, было присвоено звание Героя Советского Союза. Звание Героя Советского Союза И. В. Примакину присвоено 29 июня 1945 года.

## Награды
- Медаль «Золотая Звезда» Героя Советского Союза (29.06.1945)[3][4];
- орден Ленина (29.06.1945);
- три ордена Красного Знамени (03.01.1944, 12.01.1945, 14.02.1945);
- орден Красной Звезды (30.08.1944);
- орден Партизанской звезды (Югославия);
- медали, в том числе:
  - медаль «За взятие Будапешта»;
  - медаль «За взятие Вены».

## Память
- 6 мая 2005 года в городе Туймазы была торжественно открыта аллея героев в честь Героев Советского Союза, на которой был установлен бюст Героя.
- Бюст Героя Советского Союза И. Примакина установлен на Аллее Героев в Парке Победы в городе Старая Русса[5].